# Wicked Little Things
Wicked Little Things är en amerikansk skräckfilm från 2006 som är regisserad av J.S. Cardone. Filmen är baserad på verkliga händelser.

## Handling
Karen, Sarah och Emma Tunney och flyttar till en liten stad i Pennsylvania. Vad de inte känner till är att 1913 skedde en otäck gruvolycka som fångade dussintals barn vid liv under jord. Men det finns ett problem: de är fortfarande vid liv.

## Karaktärer
- Lori Heuring - Karen Tunney
- Scout Taylor-Compton - Sarah Tunney
- Chloë Moretz - Emma Tunney
- Geoffrey Lewis - Harold Thompson
- Ben Cross - Aaron Hanks
- Martin McDougall - William Carlton
- Helia Grekova - Mary